# Maurits Hansen

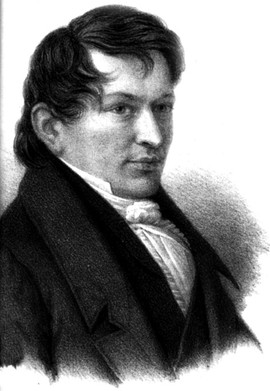
Maurits Hansen

Maurits Christopher Hansen (Modum, Noruega, 5 de julio de 1794 - Kongsberg, Noruega, 16 de marzo de 1842) fue un escritor noruego.
Se dice que probablemente, Hansen escribió la primera novela novela policíaca, titulada "Mordet på Maskinbygger Roolfsen" (El asesinato de Roolfsen, el fabricante de motores). Las técnicas literarias de Hansen fueron posteriormente adaptadas por otros escritores, como por ejemplo, Henrik Ibsen. Además, Hansen fue uno de los máximos exponentes del romanticismo en Noruega.
Hansen también se desempeñó como profesor. Fue profesor en una escuela ubicada en Trondheim. También, en 1826, Hansen fue el superintendente de una escuela ubicada en Kongsberg, y permaneció en ese cargo hasta su muerte, ocurrida en 1842.
A lo largo de su vida, Hansen argumentó que las mujeres merecían el derecho de estudiar la educación superior.

## Obras

### Relatos de ficción
- Digtninger, samlede (1816)
- Luren. En Fortælling. (1819)
- Othar af Bretagne. Et Riddereventyr. (1819)
- Digtninger, samlede 1825 (1825)
- Keadan eller Klosterruinen (1825)
- Novellen (1827)
- Eventyret ved Rigsgrændsen (1828)
- Norsk Idylkrands (1831)
- Cicisbeatet (1833)
- De trende Kusiner (1835)
- Jutulskoppen. En norsk Kriminal-fortælling (1836)
- Den Forskudte (1838)
- Mordet paa Maskinbygger Roolfsen (1840)
- Tone. Maurits Hansens sidste Novelle (1843)
- Mauritz Hansens Noveller og Fortællinger (1855–58)
- Brødrene. Hidtil utrykt Novelle (1866)

### Libros de texto
- Forsøg til en Grammatik i Modersmaalet (1822)
- Practisk Veiledning i Modersmaalet (1825)
- Kortfattet latinsk lexikon (1831)
- Omrids af Geographien til Brug for Begyndere, især i Borger- og Almueskoler (1831)
- ABC instructif four apprendre aux enfans les elemens de la langue francaise (1833)
- Systematisk fremstilling af det latinske sprogs combinationslære (1834)
- Skolegrammatik i det franske Sprog (1834)
- Almindelig Verdenshistorie fra de ældste indtil vore Tider (1838)
- Julies Brevsamling. Praktisk Veiledning til Brevstil for unge Fruentimmer (1840)